# Путредень
Путредень, Путредені (рум. Putredeni) — село у повіті Бакеу в Румунії. Входить до складу комуни Глевенешть.
Село розташоване на відстані 227 км на північний схід від Бухареста, 53 км на південний схід від Бакеу, 101 км на південь від Ясс, 101 км на північний захід від Галаца.

## Населення
За даними перепису населення 2002 року у селі проживали 138 осіб, усі — румуни. Усі жителі села рідною мовою назвали румунську.